# Kanonenjagdpanzer
Kanonenjagdpanzer (znan i kao Jagdpanzer Kanone 90mm) je bio njemački poslijeratni lovac tenkova opremljen 90 mm protutenkovskim topom. Njegov dizajn je jako sličan Jagdpanzeru IV iz Drugog svjetskog rata. Između 1966. i 1967. izgrađeno ih je 770 za potrebe Bundeswehra. Osam ih je dostavljeno Belgiji od travnja 1975. godine. 
Kada su se pojavili sovjetski T-64 i T-72 tenkovi, 90 mm top je postao neučinkovit. Tijekom 1983. do 1985. 163 ih je pretvoreno u lovce tenkova Jaguar 2, a top je zamijenjen s lanserima vođenih raketa TOW. Radi bolje oklopne zaštite, dodan je i dodatni oklop. 

## Vanjske poveznice
- Panzerbär (de)